# Starship Entertainment
La Starship Entertainment (스타쉽 엔터테인먼트?) è una compagnia d'intrattenimento sudcoreana, oltre che sussidiaria della Kakao Entertainment.
L'etichetta è riconosciuta per i suoi contributi all'hallyu, essendo la casa discografica di diversi artisti k-pop, come i Monsta X, le Cosmic Girls, i Cravity, le Ive, K.Will, Wonho, I.M, Jooyoung, Yoo Seung-woo, Brother Su, Jeong Se-woon, e precedentemente di artisti come le Sistar, i Boyfriend, Junggigo e Mad Clown. La Starship gestisce anche attori, sotto la sua sussidiaria King Kong.

## Artisti

### Gruppi musicali
- Monsta X
- Cosmic Girls (con la Yuehua Entertainment)
- Cravity
- Ive

### Solisti
- K.Will
- Jeong Se-woon
- I.M

### Duo
- Mind U
- Duetto

### Starship X
- Jooyoung
- Brother Su
- #Gun
- Kiggen

### Highline Entertainment
- Wonho
- DJ Soda
- Yoo Seung-woo
- PLUMA
- dress
- DJ Vanto
- Chang Sukhoon
- Leon
- ROVXE
- M1NU
- Lil Reta
- Seungguk

### Attori (sotto la King Kong by Starship)
- Ahn So-yo
- Bona
- Chae Soo-bin
- Cho Yoon-woo
- Choi Hee-jin
- Choi Won-myeong
- Han Min
- Hyungwon
- Im Soo-jung
- Jeon So-min
- Ji Woo
- Jo Yoon-hee
- Jung Joon-won
- Jung Won-chang
- Kang Eun-ah
- Kim Bum
- Lee Dong-wook
- Lee Kwang-soo
- Lee Jong-hwa
- Lee Ruby
- Lee Seung-hun
- Oh Ah-yeon
- Oh Hye-won
- Shin Seung-ho
- Song Ha-yoon
- Song Seung-heon
- Son Woo-hyun
- Yoo Yeon-seok

## Ex artisti
- Sistar (2010–2017)
  - Bora (2010–2017)
  - Hyolyn (2010–2017)
  - Dasom (2010–2021)
  - Soyou (2010–2021)
- Boyfriend (2011–2019)

### Starship X
- Junggigo (2013–2018)
- Mad Clown (2013–2018)

### House of Music
- MoonMoon (2017–2018)[1]

### King Kong by Starship
- Han Chae-ah (2011–2012)
- Jang Hee-jin (2012–2014)
- Ji Il-joo
- Jung Dong-hyun
- Kim Da-som (2010–2021)
- Kim Ji-an (2015–2017)
- Kim Ji-won (2014–2019)
- Kim Min-ji (2019–2021)
- Kim Sun-a (2011–2014)
- Lee Chung-ah (2009–2014)
- Lee Elijah (2017–2021)
- Lee Ha-nui (2012–2014)
- Lee Jin (2011–2015)
- Lee Mi-yeon
- Lee Young-yoo (2013–2014)
- Lim Ju-eun (2013–2018)
- Park Hee-soon (2015–2021)
- Park Min-woo (2013–2019)
- Park Min-young (2010–2014)
- Seo Hyo-rim (2012–2014)
- Song Min-jung (2011–2014)
- Sung Yu-ri (2010–2014)
- Yoon Jin-yi (2012–2019)

## Riconoscimenti
Circle Chart Music Awards
- Producer of the Year (2015)[2]

Korea Popular Music Awards
- Producer Award (2018)[3][4]

Soribada Best K-Music Awards
- Best Hip Hop Maker Award (2019)[5]

Newsis K-EXPO Cultural Awards
- Korea Creative Content Agency Award (2020)[6]